# Mevrouw de Heks
Mevrouw de Heks of MWDHX. is een Nederlandse gagstrip van Alex Turk.

## Geschiedenis
Mevrouw de Heks ontstond in 1997 toen Alex Turk een nieuwe strip zocht voor TCN10 tv-krant. Het begon als een vlot opgezette strip, maar kreeg gedurende de jaren steeds meer een klare lijn. De strips van Mevrouw de Heks bestonden over het algemeen uit één strook met drie plaatjes, waarbij er aan het eind naar een grap gewerkt werd, een zogenaamde gagstrip.
Vanaf 1999 verscheen Mevrouw de Heks elke vrijdag in het gratis dagblad Metro als onderdeel van de wisselstrip. Gedurende deze jaren maakte de strip veel vrienden en vijanden en door de scherpe toon van de strips was de strip regelmatig het onderwerp in de 'ingezonden brieven' rubriek, die boven de strips stond. De strip speelde in deze periode in op de actualiteit.
Vanaf 2002 werd de strip ook gepubliceerd in Atrium, het blad van de Haagse Hogeschool. In 2005, toen de tekenaars het niet eens konden worden over een nieuw contract, verdween de wisselstrip, en daarbij Mevrouw de Heks, uit de Metro.
In 2006 verscheen er een kansspel rond Mevrouw de Heks, onder andere in de speelhallen van Holland Casino en begon Alex Turk te werken aan strips voor een nog te verschijnen album van Mevrouw de Heks. Nieuwe strips van Mevrouw de Heks werden vanaf dat moment gepubliceerd op zijn website.
In mei 2008 werd tijdens de Haarlemse stripdagen het eerste officiële album van Mevrouw de Heks gepubliceerd, dat werd uitgegeven door uitgeverij Catullus. In 2020 verscheen een tweede album uitgegeven door Syndikaat.

## Belangrijkste personages
- Mevrouw de Heks - Mevrouw de Heks is een vrouw die woont in het bos, en ze heeft een voorliefde voor Duitsland. Naast haar heksenpraktijken is zij ook lerares op een basisschool met de naam ' Prinses Amalia-school', waar zij op onorthodoxe wijze probeert de leerlingen iets bij te brengen.
- Gerda - Gerda is het nichtje van Mevrouw de Heks, zij is al vanaf het begin van de strip de vaste sidekick en aangever van Mevrouw de Heks. Mevrouws de Heks heeft dan ook een haat-liefdeverhouding met haar.
- De schooldirecteur - De schooldirecteur met de naam Meester Bert probeert het lesgeven van Mevrouw de Heks vorm te geven, maar slaagt daar zelden in. Hiernaast laat hij ook steeds merken weinig verstand te hebben wat er van een directeur verwacht wordt. Regelmatig heeft hij commentaar op de praktijken en het lesgeven van Mevrouw de Heks, waarna dit vaak niet in dank wordt afgenomen. Ook heeft Meester Bert vaak een irriterende lichaamsgeur.
- Moeder - Dit is de moeder van Mevrouw de Heks, een norsige, ietwat demente dame met een passie voor seks. Zelfs voor Mevrouw de Heks is haar botte, vaak gewelddadige gedrag maar moeilijk te accepteren. Zij speelt in Moederliefde een belangrijke rol en is sindsdien een steeds terugkerend personage.
- Floppo de Clown - Floppo is een mislukte, aan lager wal geraakte clown. Hij bespreekt regelmatig zijn acts met Mevrouw de Heks in het café.
- Het Humormonster - Het Humormonster is een mislukt toverexperiment van Mevrouw de Heks, om tot de ultieme grapmachine te komen. Het blijkt echter dat het Humormonster voornamelijk grossiert in onderbroekenlol, foute grappen en slechte woordspelingen.

## Publicaties
- Mevrouw de Heks: Pas op voor Mevrouw de Heks (1996; eigen beheer)
- Mevrouw de Heks: Reisverhalen (1997; eigen beheer)
- Mevrouw de Heks: Help! (1998; eigen beheer)
- Mevrouw de Heks: Moederliefde (1999; eigen beheer)
- Mevrouw de Heks: #5 (2001; eigen beheer)
- Mevrouw de Heks: 2001 (2002; eigen beheer)
- Mevrouw de Heks: 2002 (2003; eigen beheer)
- Mevrouw de Heks: Rocks (2004; eigen beheer)
- Mevrouw de Heks: 2004 (2005; eigen beheer)
- Mevrouw de Heks #1 (2008; Catullus)
- MWDHX. #2 (2020, Syndikaat)